# Hydrospeed

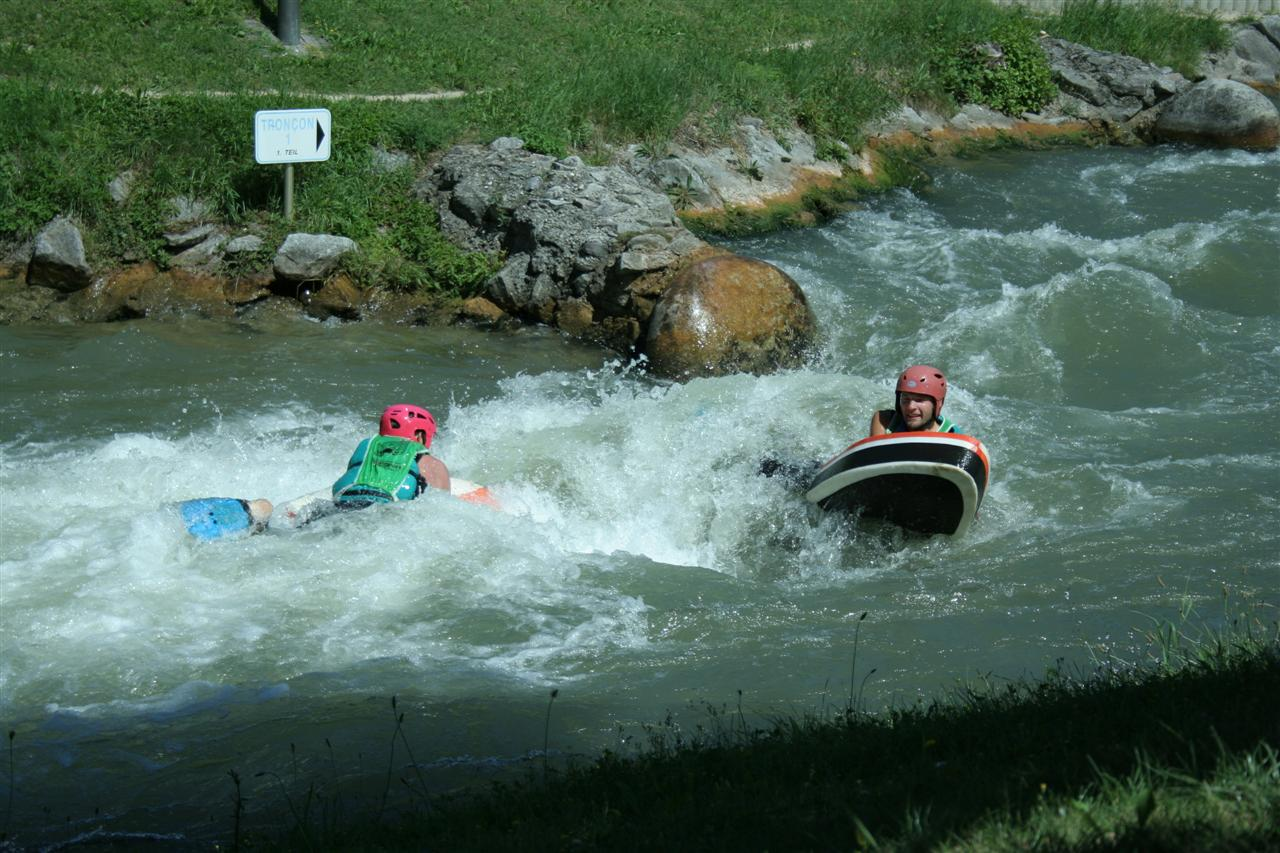
Hydrospeed w Alzacji, Francja

Hydrospeed to rodzaj sportu ekstremalnego polegającego na spływie rwącą górską rzeką na plastikowej desce.
Płynący, ubrany w piankowy kostium, kask, kamizelkę asekuracyjną, trzyma się uchwytów deski. Deska nie zasłania całego ciała, aby nie ulec obrażeniom w zderzeniu z podwodnymi głazami trzeba manewrować przy pomocy płetw na nogach.
Początkującym pomagają towarzyszący w łodzi instruktorzy, wskazując bezpieczną drogę i ratując z opresji (szczególnie po utracie płetw).